# Prix Beata-Pawlak
Le prix Beata-Pawlak est un prix littéraire polonais décerné depuis 2003 à des auteurs qui publient des ouvrages en polonais sur d'autres religions, cultures et civilisations.

## Historique
Le prix a été établi conformément aux dernières volontés de Beata Pawlak une journaliste et écrivaine polonaise morte le 12 octobre 2002 à la suite d'un attentat terroriste sur l'île indonésienne de Bali. Le prix est décerné par un jury auquel participent des écrivains, journalistes, diplomates et professeurs, notamment Urszula Doroszewska (pl), Wojciech Jagielski (pl), Piotr Kłodkowski (pl), Maria Kruczkowska, Antoni Rogala, Olga Stanisławska, Adam Szostkiewicz (pl), Wojciech Tochman, Joanna Załuska et Wojciech Załuska (pl). Participent à la sélection des candidats Max Cegielski (pl), Krzysztof Czyżewski, Konstanty Gebert (pl), Wojciech Jagielski (pl), Piotr Kosiewski (pl) ou Jarosław Mikołajewski (pl).
Les fonds du prix sont gérés par la Fondation Stefan Batory, présidée jusqu'en 2020 par Alexandre Smolar et actuellement par Edwin Bendyk.

## Lauréats
- 2003 : Anna Fostakowska pour Spuść oczy, płacz (Baisse les yeux, pleure), Gazeta Wyborcza, 2003
- 2004 : Piotr Kłodkowski (pl) pour la série d'articles Doskonały smak orientu (Le Goût parfait de l'Orient), Znak, Cracovie 2004 et Andrzej Stasiuk pour Jadąc do Babadag, Czarne, Wołowiec 2004 - traduit en français chez Christian Bourgois en 2007 sous le titre Sur la route de Babadag dans une traduction de Malgorzata Maliszewska
- 2005 : Joanna Bator pour Japoński wachlarz (L'Éventail japonais), Twój Styl, 2004
- 2006 : Beata Pawlikowska pour Blondynka na Kubie. Na tropach prawdy i Ernesta Che Guevary (Une blonde à Cuba : sur les traces de la vérité et d'Ernesto Che Guevarra), National Geographic, 2006 et Paweł Smoleński (pl) pour Izrael już nie frunie (Israël ne vole plus), Czarne, Wołowiec 2006
- 2007 : Mariusz Szczygieł pour Gottland, Czarne, Wołowiec 2006, publié en 2008 en français par les éditions Actes Sud dans une traduction de Margot Carlier
- 2008 : Artur Domosławski pour Zbuntowana Ameryka (L'Amérique en révolte), Świat Książki, 2007, Cezary Michalski pour sa série de Lettres d'Amérique (publiée dans les colonnes de Dziennik en 2008
- 2009 : Jacek Milewski (pl) pour Dym się rozwiewa (La fumée se dissipe), Zysk & Cie, Poznań 2008 et Max Cegielski (pl) pour Oko świata. Od Konstantynopola do Stambułu (L'Œil du monde. De Constantinople à Istanbul) W.A.B., Varsovie 2009
- 2010 : Marek Kęskrawiec (pl) pour Czwarty pożar Teheranu (Le Quatrième Incendie de Téhéran), W.A.B., 2010
- 2011 : Witold Szabłowski (pl) pour Zabójca z miasta moreli. Reportaże z Turcji (Le Tueur de la ville des abricots. Reportages de Turquie), Czarne, Wołowiec 2010
- 2012 : Bartosz Jastrzębski (pl) et Jędrzej Morawiecki (pl) pour Krasnojarsk Zero, Sic!, Varsovie 2012
- 2013 : Wojciech Górecki (pl) pour Abchazja (L'Abkhasie), Czarne, Wołowiec 2013
- 2014 : Mateusz Janiszewski pour Dom nad rzeką Loes (La Maison sur la rivière Loes), Czarne, Wołowiec 2014 et Adam Lach (pl) pour son recueil Stigma, 2014
- 2015 : Konrad Piskała (d) pour Dryland, W.A.B. 2015
- 2016 : Jarosław Mikołajewski (pl) pour Wielki przypływ (La Grande Marée), Dowody na Istnienie, Varsovie 2015 et Dariusz Rosiak (pl) pour Ziarno i krew. Podróż śladami bliskowschodnich chrześcijan (Des grains et du sang. Un voyage sur les traces des chrétiens du Moyen-Orient), Czarne, Wołowiec 2015
- 2017 : Krzysztof Kopczyński (pl) et Anna Sajewicz (d) pour Dybuk. Opowieść o nieważności świata (Le Dybbouk. Une histoire sur l'insignifiance du monde), Agora, 2017
- 2018 : Ewa Wanat (pl) pour Deutsche nasz. Reportaże berlińskie (Notre Deutsche. Reportages berlinois), Świat Książki, 2018
- 2019 : Mirosław Wlekły (pl) pour Raban! O kościele nie z tej ziemi (À propos d'une église hors de ce monde), Agora, 2019
- 2020 : Agnieszka Pajączkowska (pl) pour Wędrowny Zakład Fotograficzny (L'Atelier photo itinérant), Czarne, Wołowiec 2019
- 2021 : Jagoda Grondecka (pl) pour ses articles sur l'Afghanistan publiés dans Krytyka Polityczna et Aleksandra Lipczak (pl) pour son livre Lajla znaczy noc (Laïla signifie la nuit), éditions Karakter (pl), 2020  (ISBN 978-83-66147-52-2)[1],[2]
- 2022 : Konstanty Gebert (en) pour Ostateczne rozwiązania. Ludobójcy i ich dzieło, 2022[3]
- 2023 : Anna Goc (pl) pour Głusza, 2022[3]